# Marcos Aburto

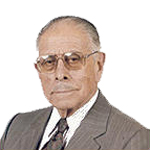
Marcos Aburto

Marcos Aurelio Aburto Ochoa (* 25. Mai 1916 in Valdivia; † 5. Juni 2008 in Santiago de Chile) war ein chilenischer Jurist und Politiker, der zwischen 1974 und 1998 Richter sowie von 1993 bis 1995 Präsident des Obersten Gerichtshofes (Corte Suprema de Chile) und zugleich von 1985 bis 1998 Richter sowie zwischen 1991 und 1995 Präsident des Verfassungsgerichts (Tribunal Constitucional de Chile) war. Er war zudem von 1998 bis 2006 Mitglied des Senats (Senado de la República), der ersten Kammer des Nationalkongresses (Congreso Nacional).

## Leben
Marcos Aurelio Aburto Ochoa, Sohn von Manuel Aburto und Efrena Verónica Ochoa, besuchte die Grundschule Colegio Instituto Salesiano in Valdivia sowie die dortige Sekundarschule Liceo Fiscal und begann daraufhin ein Studium der Rechtswissenschaften an der Universidad de Chile, welches er mit der Lizenziatsarbeit „De las operaciones sobre warrants. Cuestiones a que ellas dan lugar“ (‚Von Operationen auf Optionsscheinen. Probleme, die sie hervorrufen‘) beendete. Nach seiner anwaltlichen Zulassung am 14. Juli 1941 nahm er eine Tätigkeit als Rechtsanwalt auf, wobei er sich auf Zivil-, Handels- und Verfassungsrecht spezialisierte. Er trat 1945 in den öffentlichen Justizdienst ein und war seit dem 29. Januar 1945 zunächst Richter für geringfügige Schadensfälle in San José de la Mariquina in der Provinz Valdivia. 1946 war er Sekretär des Gerichts der Provinz Magallanes und kurz darauf 1946 Richter am Gericht (Juzgado de Letras) von Achao in der Provinz Chiloé. Er war daraufhin von 1946 bis 1950 Richter am Gericht von Mulchén und wurde 1951 Sekretär des Ersten Gericht (Primer Juzgado de Letras) Valdivia. Gleichzeitig übernahm er am 6. September 1951 den Posten als stellvertretender Berichterstatter und dann am 30. Januar 1952 als Hauptberichterstatter am Berufungsgericht (Corte de Apelaciones) von Valdivia, ehe er schließlich am 24. April 1956 Staatsanwalt an diesem Gericht wurde.

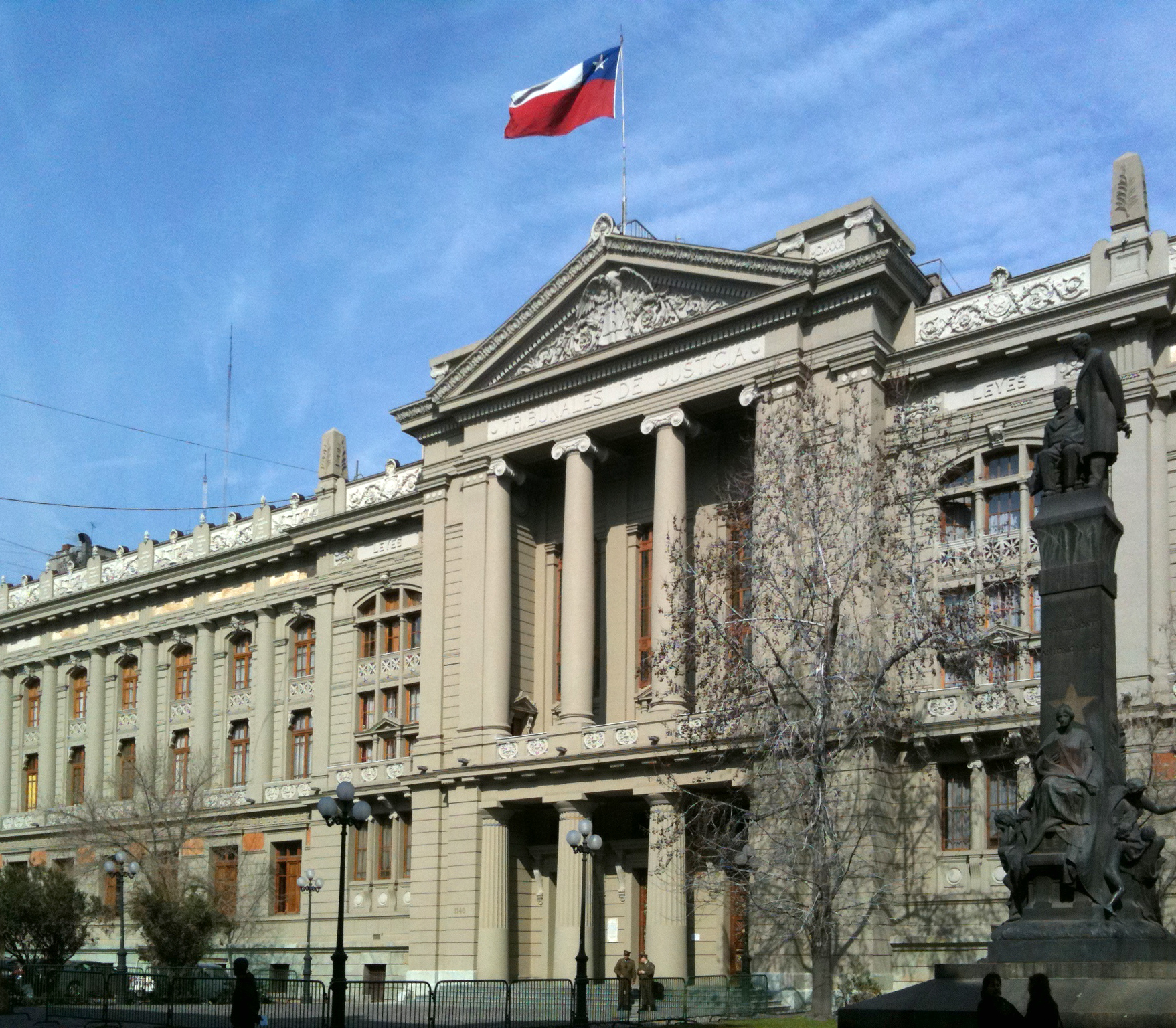
Aburto war zwischen 1974 und 1998 Richter sowie von 1993 bis 1995 Präsident des Obersten Gerichtshofes (Corte Suprema de Chile).

Gleichzeitig widmete sich Aburto zwischen 1956 und 1964 der Lehre und war Professor für Handelsrecht an der Staatlichen Technischen Universität UTE (Universidad Técnica del Estado) am Campus Valdivia sowie zeitgleich als Professor für politische Bildung am Salesianer-Institut (Instituto Salesiano). 1960 wurde er Beigeordneter Richter am Berufungsgericht von Valdivia sowie 1964 Richter am Berufungsgericht von Santiago de Chile. Ferner war er zwischen 1966 und 1972 Richter und bei drei Verfahren Präsident am dortigen Kriegsgericht (Corte Marcial) sowie von 1968 bis 1970 Richter am Berufungsgerichtshof für Landwirtschaftsangelegenheiten (Tribunal Agrario de Apelaciones) in Santiago de Chile. Nach dem Militärputsch am 11. September 1973 wurde er am 21. Januar 1974 zum Richter am Obersten Gerichtshof (Corte Suprema de Chile) ernannt und behielt dieses Richteramt bis zum 11. März 1998 im Zuge seiner Pensionierung gemäß der damaligen Justizreform. Als Vertreter der Justiz war er von 1978 und 1985 Mitglied des Nationalen Fernsehrates CNTV (Consejo Nacional de Televisión de Chile), eine staatliche Organisation zur Kontrolle des ordnungsgemäßen Funktionierens der Fernsehdienste. Er war zwischen 1985 und 1998 außerdem Richter am Verfassungsgericht (Tribunal Constitucional de Chile) und als Nachfolger von Luis Maldonado Boggiano zugleich von 1991 bis zu seiner Ablösung durch Manuel Jiménez Bulnes 1995 Präsident dieses Gerichts. Am 6. Januar 1993 übernahm er des Weiteren von dem im Amt verstorbenen Enrique Correa Labra das Amt als Präsident des Obersten Gerichtshofes (Corte Suprema de Chile) und hatte dieses bis zum 6. Januar 1995, woraufhin Servando Jordán seine Nachfolge antrat.
Als Staatspräsident Eduardo Frei Ruiz-Tagle am 5. April 1994 die Nationale Kommission für öffentliche Ethik (Comisión Nacional de Ética Pública) gründete, wurde er in seiner Funktion als Präsident des Obersten Gerichtshofs und des Verfassungsgerichts zu deren Mitglied ernannt.
Am 15. Dezember 1997 wurde Marcos Aburto auf der Plenarsitzung des Obersten Gerichtshofs zum institutionellen Senator (Senador institucional) und hatte dieses Amt vom 11. März 1998 bis zum 11. März 2006 inne.
Aus seiner am 19. September 1945 geschlossenen Ehe mit Carmela Contardo Müchall gingen fünf Kinder hervor.